# Derk Meijer
Derk Meijer (12 mei 1997) is een hockeyspeler, uitkomend voor HC Rotterdam. Hij speelde tot dusver 11 officiële interlands voor de Nederlandse mannenploeg.
Meijer startte in de zomer van 2016 bij HC Rotterdam en werd in 2021 de eerste keeper bij deze club, wat hij tot op heden is.
In november 2021 speelde Meijer zijn eerste interlandwedstrijd tegen België. Deze wedstrijd werd met 2-1 gewonnen. In het jaar daarna keepte Meijer meerdere wedstrijden, onder andere tegen Frankrijk en Spanje. Deze beide wedstrijden werden gewonnen.
Voor het Europees kampioenschap hockey mannen 2023 werd Meijer verrassend als tweede keeper geslecteerd door de bondscoach Jeroen Delmee, waardoor Pirmin Blaak gepasseerd thuis bleef. Meijer keepte twee groepswedstrijden. De wedstrijd tegen Frankrijk en deze werd met 6-0 gewonnen en de nul werd gehouden. De tweede wedstrijd tegen Wales won de ploeg met 8-1. Uiteindelijk wist de Nederlandse mannenploeg de finale te winnen en prolongeerde hiermee de titel.

## Erelijst
Club
- ABN Amro cup in 2017 met HC Rotterdam

Nederlands team
- Hockey Pro League 2021/22
- Hockey Pro League 2022/23
- Europees kampioenschap hockey 2023
- Hockey Pro League 2023/24
- Hockey Pro League 2024/25
- Europees kampioenschap hockey 2025

1: Maurits Visser (GK) ·
4: Lars Balk ·
6: Jonas de Geus ·
7: Thijs van Dam ·
8: Thierry Brinkman ·
10: Jorrit Croon ·
11: Terrance Pieters ·
16: Floris Wortelboer ·
20: Derk Meijer (GK) ·
22: Koen Bijen ·
23: Joep de Mol · 24: Steijn van Heijningen · 27: Jip Janssen · 29: Tijmen Reyenga · 32: Justen Blok · 34: Derck de Vilder · 43: Floris Middendorp · 51: Duco Telgenkamp · Coach: Jeroen Delmee